# Centro de Ciências AHHAA

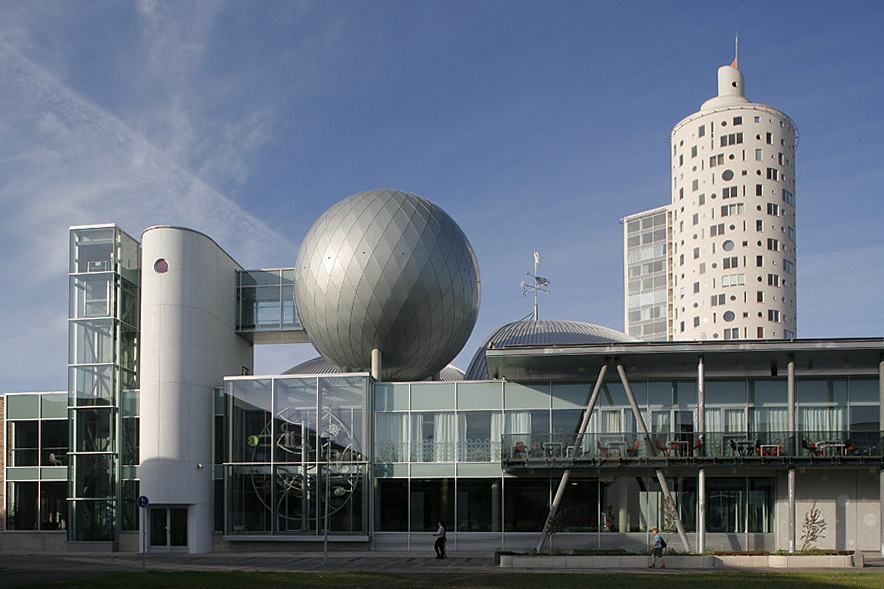
Centro de Ciências AHHAA, em Tartu na Estônia.

O Centro de Ciências AHHAA (Teaduskeskus AHHAA) é o maior centro de ciência dos países bálticos, localizado em Tartu, Estônia. Fundado em 1997, o centro tem como objetivo promover a ciência e a tecnologia por meio de exposições interativas e educativas.
O AHHAA oferece uma variedade de atividades, incluindo exposições práticas, shows científicos e sessões em planetário, atraindo visitantes de todas as idades interessados em explorar o mundo da ciência de maneira divertida e envolvente.